# Artur Lundkvist
Artur Lundkvist, właściwie Artur Nils Lundkvist (ur. 3 marca 1906 w Hagstad, zm. 11 grudnia 1991 w Solnie) – szwedzki pisarz, prozaik, poeta i krytyk literacki. Członek Akademii Szwedzkiej.

## Życiorys
Artur Lundkvist, urodził się w biednej rodzinie włościańskiej na południu Szwecji w Hagstad w Oderljunga, które obecnie znajduje się w gminie Perstorp.
W wieku trzech lat rodzina przeniosła się do Toarp.
W dzieciństwie Lundkvist bardzo dużo czytał. Często też spacerował po lasach otaczających jego rodzinny dom. W jego późniejszej literackiej twórczości wyraźnie widać ślady zainteresowania przyrodą.
Lundkvist ukończył sześcioletnią szkołę podstawową, a następnie Birkagårdens Folkhögskola w Sztokholmie. Bardzo szybko odkrył, że nie ma zamiłowania do uprawy roli i ponieważ uwielbiał czytać książki – postanowił, że zostanie pisarzem. Często wysyłał swoje prace do różnych wydawnictw i gazet. Czasem coś przyjmowano, a nawet nagradzano.
Dość wcześnie wyprowadził się z rodzinnego domu i dużo podróżował po kraju. Gdy Arthur miał 18 lat, przeniósł się do Tyringe.
W 1926, w wieku dwudziestu lat, Lundkvist przeniósł się do Sztokholmu gdzie zetknął się z grupą młodych pisarzy którzy już zaczęli być znani jak: Harry Martinson, Ivar Lo-Johansson, Karin Boye, Sven Stolpe i Eyvind Johnson.
Zadebiutował w 1928 książką pod tytułem Glöd (Żar). Rok później wraz z czterema innymi młodymi pisarzami (Harrym Martinsonem, Gustavem Sandgrenem, Erikem Asklundem i Josefem Kjellgrenem) wydał antologię Fem unga (Pięciu młodych). Obie prace miały wielkie znaczenie dla literackiego modernizmu w Szwecji.
Na własną rękę przy pomocy słowników, Lundkvist nauczył się czytać i mówić po angielsku, francusku i hiszpańsku. Tłumaczył dzieła wielu nowych pisarzy z Hiszpanii, Ameryki Łacińskiej, Ameryki Południowej oraz wielu innych krajów. Lundkvist także napisał pierwszy poważny artykuł na temat surrealizmu w języku szwedzkim.
Pisał m.in. dla następujących gazet: „Stockholms-Tidningen”, „Dagens Nyheter”, „Ord och Bild” i „BLM”.
W 1936 ożenił się z Marią Wine, która z czasem stała się znaczącą poetką i jego wierną towarzyszką podróży po całym świecie. Byli między innymi w Egipcie, Hiszpanii i Ameryce Południowej. Wszystkie podróże zaowocowały nowymi dziełami literackimi.
W 1960 Artur i Maria Lundkvist przeżyli w Agadirze trzęsienie ziemi. Gazety i czasopisma z całego świata proponowały Lundkvistowi duże kwoty za napisanie reportażu o trzęsieniu ziemi, ale pisarz stwierdził, że nie będzie zarabiał na klęskach żywiołowych. Swoje doświadczenia opisał natomiast w utworze Agadir. W 1997 roku z inicjatywy Uniwersytetu w Agadirze zorganizowano seminarium dla uczczenia pamięci ofiar trzęsienia ziemi oraz Artura Lundkvista.
Lundkvist był bardzo płodnym pisarzem. Oprócz poezji i książek opisujących podróże pisał także powieści i opowiadania. W sumie napisał około 80 książek i artykułów w gazetach i czasopismach. Pisał szybko, nazywał siebie „człowiekiem czasowników”. Jego prace zostały przetłumaczone na trzydzieści języków.
Artur Lundkvist zmarł 11 grudnia 1991 w Solnie, gdzie mieszkał przez większą część swojego dorosłego życia. Przez wiele lat mieszkał w bloku przy Råsundavägen 156, gdzie za budynkiem znajduje się park, który nosi obecnie nazwę parku Lundkvista. Kilka przecznic dalej przy ulicy Råsundavägen jest również park nazwany na cześć Marii Wine.
W 1991, fundacja Artura Lundkvista i Marii Wine kupiła gospodarstwo w którym urodził się Lundkvist (Hagstad). Po wyremontowaniu (1994–1995) utworzono tam ekspozycję stałą poświęconą pisarzowi.

## Zaangażowanie polityczne
Artur Lundkvist należał do kręgów popierających tak zwane trzecie miejsce (kierunek szwedzkiej polityki zagranicznej lat 50.XX wieku oznaczający brak poparcia zarówno dla Stanów Zjednoczonych, jak i dla Związku Radzieckiego w zimnej wojnie). Udzielał się w Szwedzkim Komitecie Pokoju (szw. Svenska Fredskommittén). W 1950 został mianowany wiceprzewodniczącym Światowej Rady Pokoju, a kilka lat później (1958) otrzymał Międzynarodową Leninowską Nagrodę Pokoju.

## Utwory (wybór)
W nawiasie podano tytuł oryginalny utworu i rok pierwszego wydania szwedzkiego.
- Glöd 1928 (poezje)
- Jordisk prosa 1930
- Svart stad 1930
- Vit man 1932
- Negerkust 1933 (odczyt)
- Floderna flyter mot havet 1934
- Nattens broar 1936
- Sirensång 1937
- Eldtema 1939 (poematy prozą)
- Ikarus’ flykt 1939 (eseje)
- Korsväg 1942 (zbiór wierszy)
- Skinn över sten 1947 (poezja)
- Fotspår i vattnet 1949
- Indiabrand 1950
- Vallmo från Taschkent 1952
- Malinga 1952
- Liv som gräs 1953
- Darunga albo Mleko wilczycy (Darunga, eller Varginnans spår, 1954) tłumaczenie polskie Irena Wyszomirska, Wydawnictwo Poznańskie, Poznań, 1962
- Den förvandlade draken 1955
- Vindingeński walc (Vindingevals, 1956) tłumaczenie polskie Zygmunt Łanowski, Czytelnik, Warszawa, 1967
- Upadek Jerycha opowiadania (Berättelser för vilsekomna, 1961) tłumaczenie polskie Zygmunt Łanowski, Państwowy Instytut Wydawniczy, Warszawa, 1964
- Så lever Kuba 1965
- Självporträtt av en drömmare med öppna ögon 1966
- Snapphanens liv och död 1968
- Wola nieba (Himlens vilja, 1970) tłumaczenie polskie Zygmunt Łanowski, Wydawnictwo Poznańskie, Poznań, 1986, ISBN 83-210-0530-6 (o Czyngis-chanie)
- Krigarens dikt 1976 (om Alexander den store)
- Färdas i drömmen och föreställningen 1984

### Wydania polskie będące kompilacją oryginalnych wydań szwedzkich
W nawiasie podano tytuły oryginalnych utworów i rok pierwszego wydania szwedzkiego.
- Fryz życia Nowele i opowiadania (wybór z następujących tomów: Berget och svalorna (1957), Det talande trädet (1960), Breättelse för villsekomna (1961), Sida vid sida (1962), Drömnar i ovädrens tid (1963) tłumaczenie polskie Zygmunt Łanowski, Wydawnictwo Poznańskie, Poznań, 1966
- Konie nocy i inne opowieści o świecie, ludziach i mitach (wybór z następujących tomów: Berget och svalorna (1957), Det talande trädet (1960), Breättelse för villsekomna (1961), Sida vid sida (1962), Drömnar i ovädrens tid (1963), Sällsap för natten (1965), Mörkskogen (1967), Historier mellan åsarna (1969) tłumaczenie polskie Zygmunt Łanowski, Wydawnictwo Poznańskie, Poznań, 1975

## Nagrody i wyróżnienia
- Nagroda Doblouga 1958
- Międzynarodowa Leninowska Nagroda Pokoju 1958
- Litteraturfrämjandets stora pris 1961
- Wielka Nagroda Dziewięciu - 1963
- Nagroda Belmana -1964
- Honorowy doktorat 1968 Uniwersytetu w Sztokholmie
- Nagroda Belmana - 1982